# FK Maxline Wizebsk
Der FK Maxline Wizebsk (belarussisch ФК Макслайн Віцебск, russisch ФК Макслайн Витебск/FK Maxline Witebsk) ist ein Fußballverein aus der belarussischen Stadt Wizebsk. Er spielt nach dem Aufstieg 2024 erstmals in der Wyschejschaja Liha, der höchsten Spielklasse von Belarus.

## Geschichte
Der Verein wurde 1983 als FK Autamabilist Rahatschou gegründet. Bis zum Zerfall der Sowjetunion spielte das Team in der Liga der belarussischen SSR.
1992 trat das Team der neu geschaffenen drittklassigen Druhaja Liha bei, in der es die nächsten sechs Spielzeiten verbrachte. Nach der erfolgreichen Saison 1996 stieg Dnjapro in die zweite Liga auf. Dort hielt sich der Verein neun Jahre, bis 2005 der Abstieg als Tabellenletzter feststand. Aufgrund finanzieller Probleme stellte der Verein 2006 seine professionellen Auftritte ein.
Zwischen 2007 und 2013 spielte das Amateurteam von Rahatschou in der Liga der Oblast Homel. 2014 formierte sich das Team als MKK-Dnjapro Rahatschou und trat wieder der dritten Liga bei. Im Oktober 2021 erwarb der Verein die Spielberechtigung für die zweite Liga.
Am 19. Mai 2022 trat der gesamte Trainerstab unter der Leitung von Filipp Poljakow zurück und die Aufgabe des Trainers wurden von Vereinsdirektor Andrej Iwanenko sowie Andrej Fomin übernommen. Im Mai 2022 wurde Leonid Lahun zum Cheftrainer ernannt. Ab Juli 2022 wurde das Team von Jurj Pontus geleitet. Am Saisonende belegte der Verein den vierten Platz und qualifizierte sich für die Play-offs um den Aufstieg in die oberste Liga. Trotz des Sieges in den Play-offs blieb Maxline zweitklassig. Am 28. November 2022 wurde dem Verein bei einer Sitzung des Exekutivkomitees der ABFF die Erlaubnis verweigert, sich einer Lizenzierung für die Teilnahme an der ersten Liga zu unterziehen, da Maxline erst im März 2022 Mitglied der ABFF wurde und damit nicht die erforderlichen zwei Jahre vorzuweisen hat. Am 30. November 2022 veröffentlichte die ABFF eine offizielle Erklärung über die Ablehnung. Am 19. Dezember 2022 wies das ABFF-Schiedsverfahren die Berufung von Maxline gegen die Entscheidung des Exekutivkomitees zurück. Somit wurde das Urteil rechtskräftig. Im Januar 2023 wurde bei einer Sitzung des Förder- und Sponsorenrats des Vereins beschlossen, den Spielbetrieb 2023 in der zweiten Liga fortzusetzen. Gleichzeitig zog der Verein nach Wizebsk um.
Nach der Saison 2024 stieg der Verein erstmals in die Wyschejschaja Liha auf.

## Vereinsnamen
- 1983: FK Autamabilist Rahatschou
- 1984: FK KNM Rahatschou
- 1988: FK Dnjapro Rahatschou
- 1998: FK Rahatschou
- 2001: FK Rahatschou-DJuSSch-1
- 2002: FK Dnjapro Rahatschou-DJuSSch-1
- 2012: FK RMKK-Rahatschou
- 2013: FK MKK-Dnjapro Rahatschou
- 2014: FK Rahatschou-MKK
- 2015: FK Rahatschou-MK
- 2019: FK Dnjapro Rahatschou
- 2021: FK Maxline Rahatschou
- 2023: FK Maxline Wizebsk